# Georges Gutelman
Georges Gutelman (6 december 1938 - 5 november 2019) was een Brussels zakenman, die veelvuldig actief was in de Belgische luchtvaartsector.

## Levensloop

### Studies en vroege carrière
Hij werd geboren in 1938 als zoon van Poolse immigranten van Joodse afkomst. Tijdens de oorlog werden hij en zijn broer bij christelijke families ondergebracht om aan de nazi's te ontsnappen. Zijn moeder overleefde de oorlog niet en kwam om in Auschwitz. In 1963 studeert hij af als ingenieur aan de universiteit van Luik.  Tijdens zijn studies vat hij het plan op om met een groep vrienden geld bijeen te leggen om een vliegtuig te leasen, nadat een vlucht naar de Verenigde Staten die hij geboekt had op het laatste moment afgelast werd. Hij slaagde hierin en deed dit nog een aantal keer over. Na zijn studies richt hij een eigen reisbureau op: TIFA. Zijn eerste vliegtuig koopt hij samen met zijn jeugdvriend, de latere politicus Jean Gol.

### Latere carrière
In 1971 richt hij de chartermaatschappij Trans European Airways (TEA) op. Begin 1985 verleent hij zijn steun aan Operatie Moses, door inzet van TEA-vliegtuigen, waarbij duizenden Ethiopische Joden vanuit Soedan naar Israël werden geëvacueerd. In 1989 wordt hij verkozen tot manager van het jaar door Trends-Tendances, het Franstalige zusterblad van Trends.
TEA(MCO) ging in 1994 failliet en werd voortgezet in European Airlines en Eurobelgian Airlines (EBA). EBA wordt later opgekocht door het Virgin van Richard Branson en omgedoopt tot Virgin Express. Samen met Victor Hasson is hij oprichter van CityBird in 1996, dat failliet ging in 2001. In 2002 richt hij Birdy Airlines op. In 2004 wordt hij aangehouden op verdenking van witwaspraktijken en een dag later weer vrijgelaten.
Samen met Albert Hasson, broer van de overleden Victor Hasson, neemt hij in 2006 een minderheidsparticipatie in Alma Telecom, een Belgisch mobilofoonbedrijf dat zich specifiek richt op de Afrikaanse gemeenschap.
Hij overleed in Israël op 81-jarige leeftijd.